# Håndled
Håndleddet (articulatio radiocarpea) er i menneskets krop det fleksible og smalle led mellem underarmen og hånden. 
Håndleddet består egentlig af flere led af forskellig type. Det vigtigste er leddet mellem spolebenet (radius) (samt i begrænset omfang albuebenet (ulna)) og håndroden (carpus), der består af otte små knogler. Disse led kan i forening bøjes næsten 90 grader op og ned. Desuden kan leddet bevæges sideværts indad og udad henholdsvis 20 og 40 grader.